# نادي كيمبرلي أتلتيكو
نادي كيمبرلي أتلتيكو (Kimberley Atlético Club) هو نادي رياضي أرجنتيني مقره في منطقة فيلا ديفوتو ‏ في بوينس آيرس.